# جيمس جون سكينر
جيمس جون سكينر (بالإنجليزية: James John Skinner)‏ هو قاضي وسياسي ملاوي وزامبي، ولد في 24 يوليو 1923، وتوفي في 21 أكتوبر 2008 في المملكة المتحدة. حزبياً، نشط في حزب الاستقلال المتحد الوطني ‏. وقد انتخب Justice Minister of Zambia ‏ وانتخب عضو الجمعية الوطنية في زامبيا.